# Ablassen (Klettern)

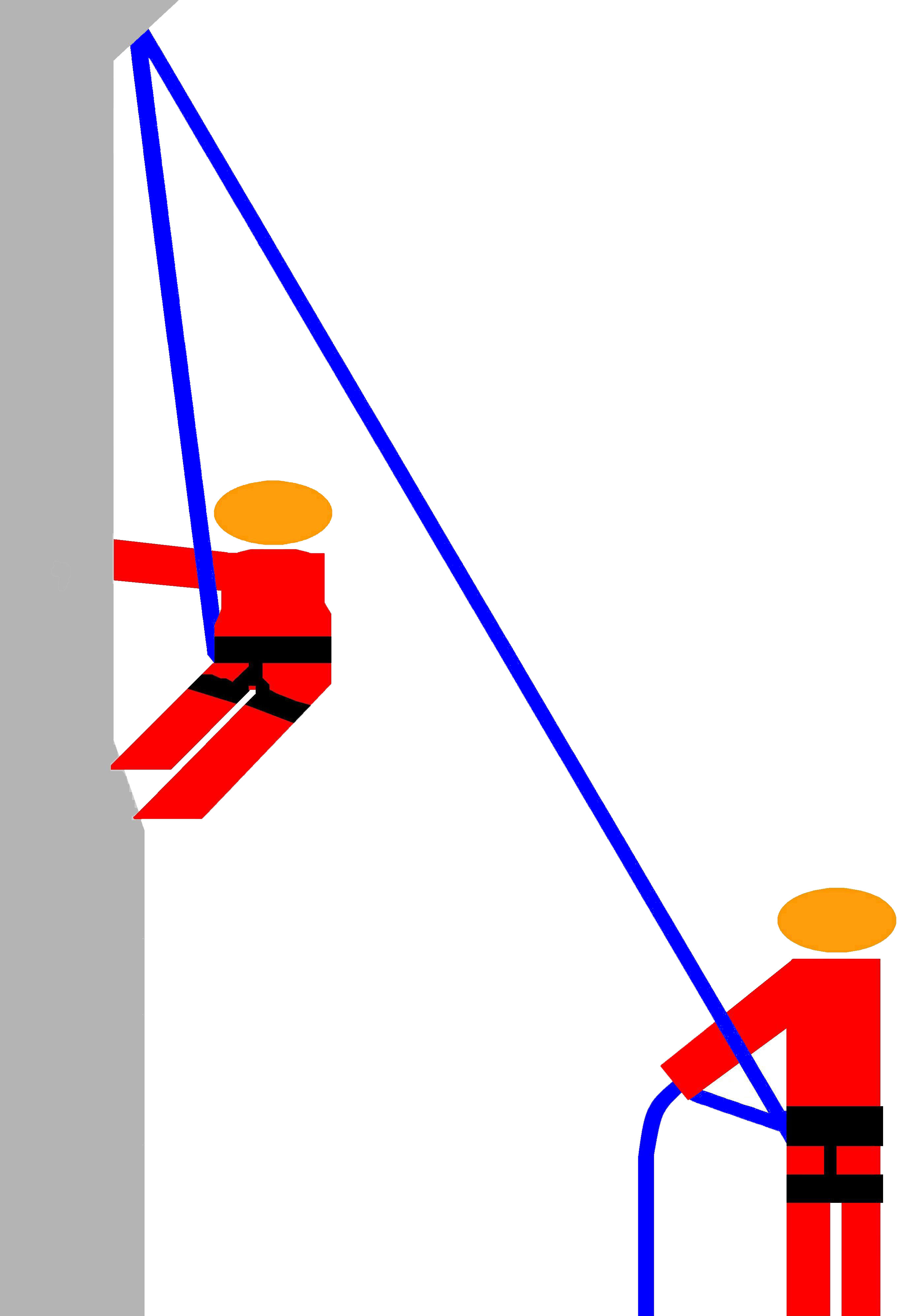
Schematische Darstellung: Sicherung beim Klettern und Ablassen des Kletterers erfolgen durch die unten stehende Person

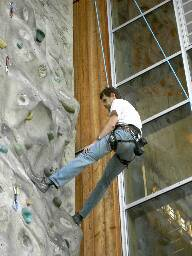
Ablassen in der Kletterhalle

Das Ablassen beim Klettern ist das kontrollierte Herunterlassen einer Person durch den Sicherungspartner nachdem die Kletterroute bezwungen wurde. Dadurch unterscheidet es sich vom Abseilen, bei dem der Kletterer selbst bremst und dadurch die Geschwindigkeit kontrolliert. Beim Toprope-Klettern sowie beim Abbauen einer Sportkletterroute ist das Ablassen die übliche Methode.
Die Seilarbeit beim Ablassen wird auch in der Schulung und Ausbildung als erste Ausbildungsmaßnahme angewandt, um den in der Seilarbeit Auszubildenden an den Umgang mit Höhe und Seil zu gewöhnen.
Gelegentlich wird das Ablassen auch als „passives Abseilen“ bezeichnet.

## Methode
In Kletterhallen und auch in vielen Klettergärten ist Ablassen die übliche Methode um wieder auf den Boden zu gelangen. In Klettergärten wird dies auch deshalb empfohlen, um die empfindlichen Felsköpfe nicht zu stören – daher wird kurz vor dem Felskopf ein Umlenker eingerichtet. Dies ist ein Fixpunkt, der redundant gesichert sein muss, um ein Ausbrechen zu verhindern. Vor allem beim Topropeklettern ist der Umlenker die einzige Sicherung, dieser sollte aus mindestens 2 Bohrhaken bestehen, die miteinander verbunden sind.
Beim Ablassen können dieselben Sicherungsgeräte wie beim Sichern benutzt werden.
Oft ist es ratsam, beim Abstieg aus einer Mehrseillängenroute den ersten Kletterer vom Stand abzulassen. So kann das Seil nirgends verhängen, Steinschlag wird minimiert und ein seitlich liegender Stand könnte angependelt oder angeklettert werden.

## Gefahren und typische Fehler
Es gibt einige typische Fehler, die zu schweren Stürzen führen können:
- Seil zu kurz

Eine große Gefahr beim Ablassen geht davon aus, dass die Länge des Seils falsch eingeschätzt wird. Reicht das Seil nicht mit beiden Enden bis auf den Boden und der Sichernde merkt das nicht, kann das Seilende durch das Sicherungsgerät laufen und es kommt zum Absturz über die restliche Abseilstrecke. Alleine 12 % aller schweren Kletterunfälle passieren so. Solche Abstürze können verhindert werden, wenn am Ende des Seils ein Knoten angebracht wird, der das Durchlaufen durch das Sicherungsgerät verhindert.
- Sturz ab Umlenkung

Der Kletterer erreicht den Fixpunkt und hält sich nur kurz mit der Hand, ruft aber Stand. Der Sichernde nimmt den Kletterer aus der Sicherung. Der Kletterer setzt sich nochmals ins Seil im Glauben noch gesichert zu sein und stürzt bis zum Einstieg. Das kann verhindert werden, indem klare Seilkommandos vereinbart werden und nur jemanden aus der Sicherung nimmt, wenn dies explizit gefordert wird.
- Ablassen über ungeeignetes Material

Der wichtigste Unterschied zum Abseilen besteht darin, dass beim Ablassen das Seil unter Belastung durch den Fixpunkt läuft. Dabei entsteht Reibungshitze. Läuft das Seil nicht über Metall, sondern über ungeeignetes Material (Bandschlingen, Seile), so kann es schon nach wenigen Metern durch Schmelzverbrennung am Umlenkpunkt zum Absturz des Kletterers führen. Beim Ablassen ist die Belastung des Fixpunktes höher als beim Abseilen, auch der Seilverschleiß ist höher. Daher niemals über Bandschlingen oder Seile ablassen.
- Fixpunkt nur mit einer Expressschlinge eingehängt

Der Fixpunkt sollte sicher eingehängt sein, um ein zufälliges Aushängen aus dem Karabiner zu verhindern. Deshalb werden entweder 2 gegenläufige Karabiner oder ein Schraubkarabiner verwendet.
- Überklettern eines Sauschwanzes

In einem Sauschwanz wird ein Seil nur von oben eingelegt, steigt der Kletterer über den Sauschwanz hinaus, kann das Seil ausgehängt werden. Eine Zweitsicherung an einem darunter liegenden Haken kann hier Redundanz erzeugen.